# Тринити (Джерси)
Тринити́ (фр. La Trinité, джерс. La Trinneté, букв. «Троица») — один из двенадцати приходов острова Джерси (Нормандские острова). Находится в северо-восточной части острова.
Тринити является третьим по величине приходом Джерси. Здесь располагаются Королевское Джерсийское сельскохозяйственное и садоводческое общество и знаменитый Джерсийский зоопарк имени Джеральда Даррелла.
Герб прихода изображает Щит Троицы — христианскую символическую диаграмму

## Известные люди
Среди известных уроженцев прихода можно отметить сэра Артура де-ла-Мари (1914—1994), отставного дипломата и посла в Японии, Таиланде и Сингапуре. Он писал свои произведения на джерсийском диалекте, используя особенности, присущие тринитийскому говору (Trinnetais).
Даррелл Джеральд английский(1925-1995) - английский натуралист, основатель зоопарк Джерси, а в 1959 году основавший Фонд охраны дикой природы.

## Здания и памятники
Одной из основных достопримечательностей является Приходская церковь с характерным белым пирамидальным шпилем.
Мемориал Ле Весконте, воздвигнутый в 1910 году. Имеет форму обелиска. Расположен на перекрестке в память о Филиппе Ле Весконте (21 декабря 1837 г. — 21 августа 1909 г).
Усадьба Троицы - дом сеньора Троицы. Ательстан Райли приобрел усадьбу Тринити в 1909 году. Обнаружив, что усадьба находится в разрушенном состоянии, он провёл тщательную реставрацию здания. Реконструкция началась в 1910 года, и закончилась 1913 г. Проектировать эту усадьбу взялся сэр Реджинальд Бломфилд. Нынешний обладатель дома — Памела Белл (Дама Троицы).

## Демография
Историческое население:
| Год  | Население | ±%      |
| ---- | --------- | ------- |
| 1991 | 2640      | ―       |
| 1996 | 2639      | 0,0%    |
| 2001 | 2718      | + 3,0%  |
| 2011 | 3156      | + 16,1% |

## Подразделения
Тринити делится на следующие винтаны:
- Ла Винтэн-де-ла-Виль-а-л'Эвек
- Ла Винтэн-де-Розаль
- Ла Винтан-дю-Ронден
- Ла Винтан-де-Огрес
- Ла Винтан-де-ла-Круазери

Тринити избирает одного депутата.